# Strzyżów
Strzyżów [ˈstʃɨʒuf] (jiddisch Strizev, deutsch Strezow; altertümlich auch Strzezow genannt) ist eine Kreisstadt im Südosten Polens in der Woiwodschaft Karpatenvorland. Sie ist Sitz des Powiats und der gleichnamigen Stadt-und-Land-Gemeinde mit etwa 20.800 Einwohnern.

## Geographie
Strzyżów liegt im Süden der Woiwodschaft Karpatenvorland am Zusammenfluss der Flüsse Wisłok und Stobnica. Die Stadt liegt genau zwischen den beiden für die Region wichtigen Städten Krosno und Rzeszów (je etwa 22 km Luftlinie).

### Geologie
Das Gebiet um Strzyżów liegt im Norden der äußeren Ostkarpaten, den sogenannten Waldkarpaten. Charakteristisch für die Gegend ist das sanfte Hügelland, ähnlich dem Waldviertel in Niederösterreich.

### Klima
Das Klima von Strzyżów wird stark beeinflusst durch die Bergregion und die Tallage der Stadt. Diese Kombination bewirkt ein in der Umgebung unvergleichliches Mikroklima. Charakteristisch ist das Auftreten von Temperaturunterschieden zwischen dem umgebenden Hügelland und der Stadt, wobei die Temperatur im Zentrum der Stadt um einige Grade niedriger ist als auf den umliegenden Hügeln. In extremen Fällen kann dieser Temperaturunterschied bis zu 10 °C betragen. Diese Extreme entstehen in klaren und windstillen Nächten.
In einem solchen Fall tritt durch die Schwerkraft ein Abfluss der Luftmassen in Richtung Strzyżów, wobei die Luftschadstoffe akkumuliert werden. Dieses Phänomen ist vor allem im Winter besonders gefährlich, wenn durch das Verbrennen von Kohle und Holz in den Haushalten intensive Feinstaubemissionen auftreten.
Die durchschnittliche Lufttemperatur in Strzyżów beträgt 7,4 Grad Celsius, wobei es im statistischen Durchschnitt der letzten Jahre wärmer wurde. Die Folgen der globalen Erwärmung sind in Strzyżów schneller zu bemerken als anderswo: Die durchschnittliche Lufttemperatur hat sich in den letzten 50 Jahren durchschnittlich um 2 Grad Celsius erhöht, wobei die größte Erwärmung im Winter und Frühjahr auftritt.
Niederschlag gibt es in Strzyżów an 157 Tagen im Jahr, wobei es durchschnittlich 109 Tage regnet und 41 Tage schneit. Schneeregen tritt durchschnittlich an 7 Tagen im Jahr auf.
Eine Schneedecke gibt es im Durchschnitt an 64 Tagen im Jahr und sie hat eine durchschnittliche Höhe von 12 Zentimetern. Der jährliche Gesamtniederschlag beträgt 705 Millimeter, was sehr viel für das Karpatenvorland ist.
Die größte durchschnittliche Regenmenge gibt es im Dezember, die niedrigste Niederschlagsmenge im Juli.
Während der mittlere und nördliche Teil des Karpatenvorlandes durch Westwinde dominiert ist, dominieren in Strzyżów Südwinde.
Die Umgebung von Strzyżów zeichnet sich durch viele Sonnentage aus, wodurch die Region in einem Gebiet mit großen Potential für die Erzeugung von Strom durch Sonnenenergie liegt. Die teilweise sehr hohen Windgeschwindigkeiten von 4 m/s in einer Höhe von 10 Meter über dem Boden, ermöglichen den Ausbau von Windenergie. Besonders hervorragende Windbedingungen herrschen in der kalten Jahreszeit, wenn die Nachfrage nach Energie hoch ist. Diese herausragenden klimatischen Bedingungen fördern die Entwicklung von Hybrid-Techniken in Strzyżów, nämlich den Einsatz von Sonnenenergie im Sommer und der Windenergie im Herbst und Winter.

## Geschichte

### Legende der Entstehung und Vorgeschichte
Die Legende zur Entstehung von Strzyżów besagt, dass ein heidnischer Adliger der Wislanen im 9. Jahrhundert zum Schutz seiner östlichen Besitzungen an der Grenze des Wislanenreiches einen Wachturm errichten ließ. Dieser sollte genau an der Grenze zum Reich der Kiewer Rus stehen, wo der Fluss Stobnica in den Wisłok mündet. Diese Verteidigungsanlage wurde Strzeżno genannt, was sich wahrscheinlich vom polnischen Wort für „bewachen“ (strzec) herleitet. Der Legende nach war das der Beginn der Entstehung von Strzyżów. Es gibt auch die Theorie, dass sich der Stadtname vom polnischen Wort „strzyc“ („scheren“, im Sinne von „Schafe scheren“) herleitet. Da es sich aber um eine Furt an einer ehemaligen Grenze handelt, ist die Theorie der Verteidigungsanlage wesentlich wahrscheinlicher.
Die onomastische Erläuterung des Namens leitet den besitzanzeigenden Namen vom Personennamen des vermuteten Gründers oder Erstbesitzers Strzeż bzw. Strzyż ab. Solche Namen wurden erst in der ersten Hälfte des 15. Jahrhunderts urkundlich bestätigt, aber schon im 12. Jahrhundert wurden die ähnlichen [in der Aussprache] Personennamen Strzesz (1136, 1193, 1204, 1220), Strzeszko (1210), Strzeszek (1228) erwähnt.
Archäologische Funde bestätigen eine Siedlung an diesem Ort im 12. und 13. Jahrhundert, aber keinen Wachturm. Dagegen wurden Spuren der Wallburgen in Grodzisko und Jazowa gefunden.
Ende des 10. Jahrhunderts kam das Gebiet der ausgestorbenen Wislanenherrscher zum polnischen Piastenreich. Im 11. Jahrhundert überließ der polnische König Bolesław der Tapfere die Gebiete dem Geschlecht der Bogoria zum Dank für geleistete Kriegsdienste. 1185 überließ Nikolaus von Bogoria einen Teil der Dörfer aus seinem Besitz dem Kloster der Zisterzienser in Koprzywnica. Damals wurden Dobrzechów und Lubla erwähnt, als Dobrzechów zum Sitz der Pfarrei wurde, die bis 1335 das 1279 erstmals erwähnte Strzyżów umfasste.

### Erste Erwähnungen
Die erste bekannte urkundliche Erwähnung von Strzyżów stammt aus dem Jahr 1279. Der päpstliche Legat Bischof Filip erteilte in Bud (Ungarn) dem Abt des Zisterzienserordens in Koprzywnica das Recht, Steuern in Strzezow und Szugcz seu Sugez (Czudec) einzutreiben. Später wurde es als Strzeschow (1373), Strzezow (1376, 1397, 1398, 1475), Strzessow (1419) erwähnt.
Bereits im 13. Jahrhundert war Strzyżów dreimal von den Tataren ausgeraubt und in Brand gesteckt worden (später auch noch Anfang des 16. Jahrhunderts). Nach diesen Verwüstungen, aber besonders nach der Einnahme des Rotrutheniens durch Polen (um 1344) erfolgte der Landesausbau der Region, darunter die Ansiedlung von deutschen Kolonisten (siehe auch Walddeutsche).

Die Parochie Strzyżów wurde 1335 erstmals erwähnt, und zwar zwischen den ältesten Dörfern ursprünglich im Besitz der Familie Bogoria. 

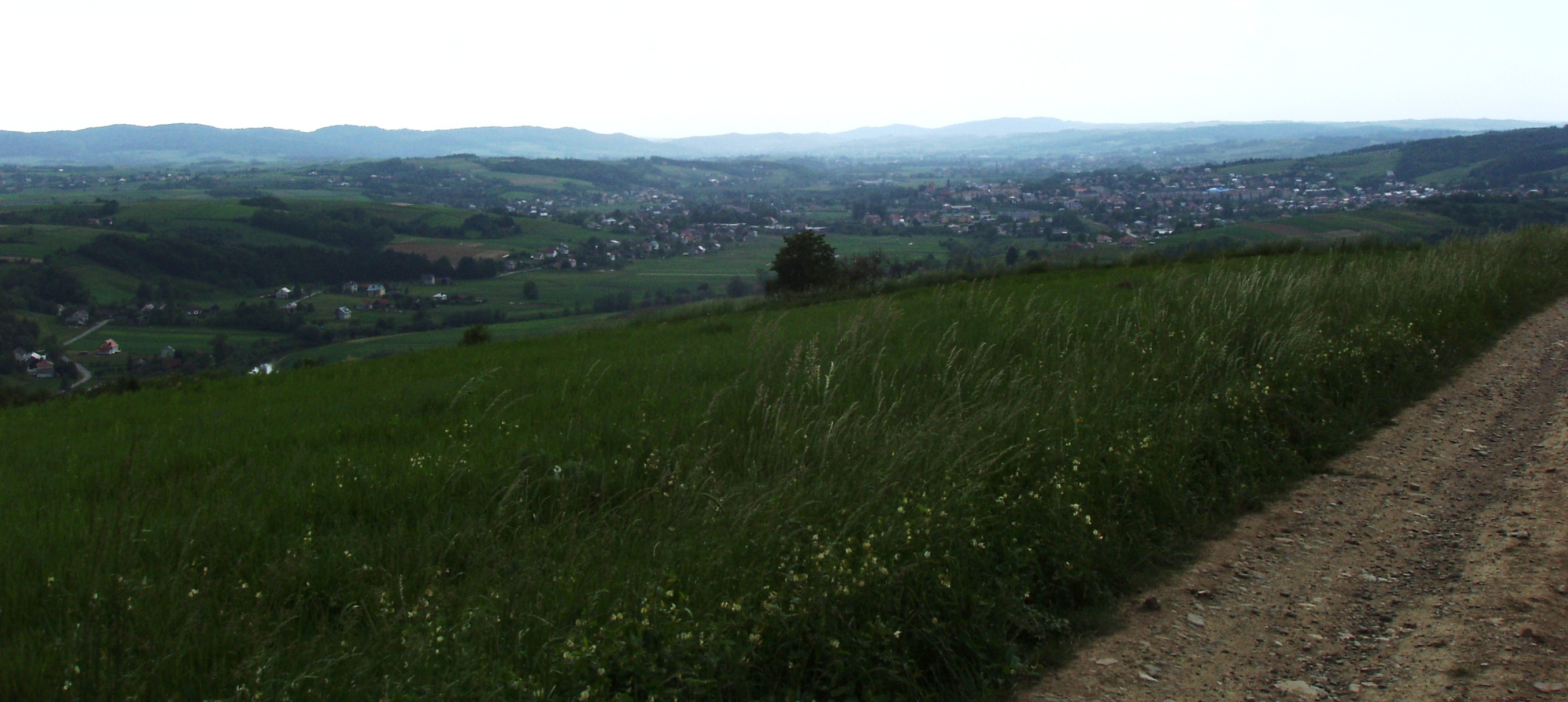
Panoramablick auf Strzyżów von Żarnowa aus

### Stadt
Es ist nicht sicher, wann genau Strzyżów zur Stadt wurde. Die erste urkundliche Bestätigung für die Stadt Strzyżów stammt aus dem Jahr 1419. Damals wurden Vogt, Ratsgeber und Schöffen erwähnt. In den Jahren 1382 bis 1402 wurde eine unidentifizierte Stadt namens Schiltberg, etwa in dieser Gegend, erwähnt, deren Ortsname eine freie Übersetzung von Strzyżów (vergleiche die Legende der Entstehung) sein könnte (analog zu Ostrzeszów, deutsch Schildberg in Großpolen). Bereits 1400 gab es erste Studenten aus Strzyżów an der Krakauer Universität und 1413 gab es derer bereits 37. Die erste Grenzziehung der Stadt soll nach einigen Forschern zwischen 1373 und 1397 stattgefunden haben, die zweite 1480.
1373 ging Strzyżów von den Zisterziensern in das Eigentum des Ritters Wojtko Pakosza über. Dieser vererbte die Ortschaft an seine Söhne, Jan und Mikołaj Strzeżowski (15. Jahrhundert). Diese haben den Vulgonamen Strzeżowski als den Familiennamen angenommen (zu deutsch etwa Jan und Mikołaj von Strzeżów). Danach gehörte die Stadt bis in das 20. Jahrhundert unterschiedlichen Familien:
- den Familien Świerczowski und Wielopolski im 16. Jahrhundert,
- Bączalski und Boner, Szczepiecki und danach wieder der Familie Wielopolski im 17. Jahrhundert.
- die Familie Radziwiłł im 18. Jahrhundert
- die adligen Familien Starzeński, Skrzyński, Wołkowicki und Konopek im 19. und frühen 20. Jahrhundert.

### Frühe Neuzeit

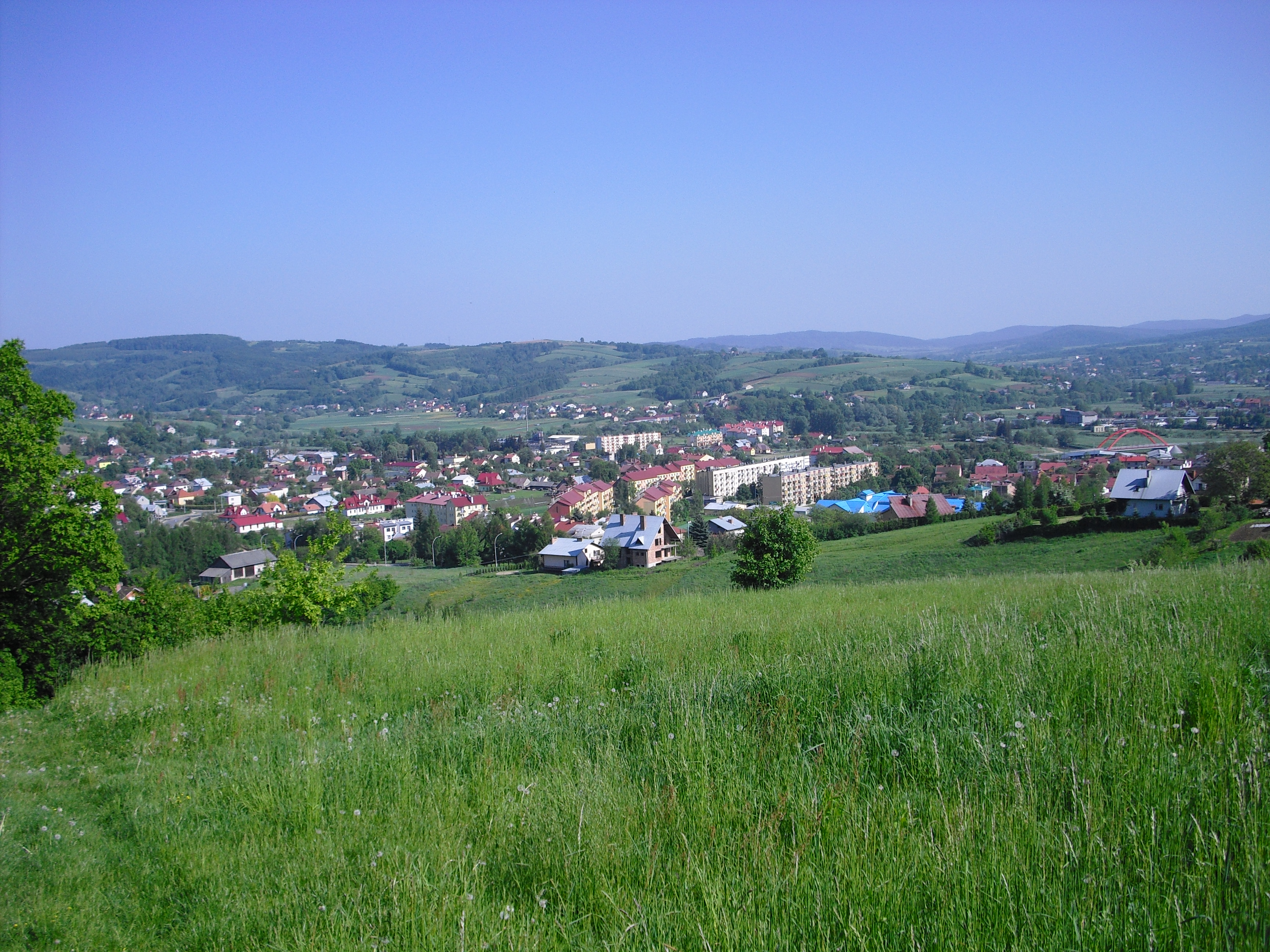
Sicht auf Strzyżów von Norden

Im 15. bis 17. Jahrhundert verfügte die Stadt über folgende Einrichtungen:
Zwei Marktplätze, drei Kirchen, ein Rathaus, ein Bad, ein Spital für Obdachlose, drei Mühlen, ein Gasthaus, eine Wodkabrennerei, zwei Bierbrauereien, eine Zuckerfabrik, eine Pfarrschule, ein Zollamt, zwei Brücken, einen Fischteich. In Strzyżów wurden unter anderem Salpeter, Schwarzpulver und Zelte produziert.
Um die Stadt herum gab es einen Verteidigungswall aus aufgeschütteter Erde. Bis heute gibt es die Straße ul. Zawale (übersetzt etwa Wallstraße).
Es gab viele Handelskontakte mit Städten in Polen, Ungarn und der Slowakei. Das waren Zeiten einer großen Blüte der Stadt mit viel Handwerk und Kultur. Es gab acht unterschiedliche Handwerkszünfte in der Stadt. Die berühmtesten waren Tuchmacher, Schmiede, und Kürschner. Bereits im 15. Jahrhundert wurde Strzyżów mit 10 anderen Städten der Region genannt, die sich als besonders wirtschaftsrelevant hervortaten.
Eine jüdische Gemeinde ist in Strzyżów seit dem 16. Jahrhundert bekannt. Die erste Synagoge wurde allerdings erst im 18. Jahrhundert gebaut. Heute gibt es keine jüdische Gemeinde mehr in Strzyżów. Im Gebäude der Synagoge befindet sich heute eine Bibliothek.
1684 erlaubte der polnische König der Stadt das Abhalten von vier Jahrmärkten im Jahr. Überfälle gab es im 17. und 18. Jahrhundert mehrere Male von Ungarn, Schweden und Russen. Am 15. August 1769 fand unter dem Bild der unbefleckten Madonna in Strzyżów das Gelübde der Konföderation von Bar statt. Dieses Bild wurde in der Fahne der Konföderation verewigt. 1772 fiel die Stadt mit der ersten Teilung Polens an Österreich, wo sie als Teil des Königreichs Galiziens ein Bestandteil Österreichs, bzw. Österreich-Ungarns bis 1918 blieb.
Zur Entwicklung der Stadt trug 1796 die Eröffnung einer Schule wesentlich bei. In den Jahren 1794–1798 entstand die befestigte Straße Rzeszów–Strzyżów–Krosno (heute Woiwodschaftsstraße 988). 1880 waren unter den Einwohnern der Stadt 930 Polen, 212 Juden und 185 Deutschsprachige. 1890 entstand die Bahnlinie Strzyżów–Rzeszów–Jasło.
Insgesamt sind in der Stadtchronik neun große Stadtbrände verzeichnet. Nach dem letzten großen Stadtbrand im Jahr 1895 wurden die Häuser steinern wiederaufgebaut. Trotzdem besteht der historische Stadtkern auch heute noch zu einem guten Teil aus einstöckigen Holzhäusern.

### Moderne bis 1945
Seit dem 11. November 1918 ist Strzyżów wieder Teil Polens.

### 1945 bis heute
Von 1975 bis 1998 gehörte Strzyżów zur Woiwodschaft Rzeszów. Seit 1998 gehört es zur Woiwodschaft Karpatenvorland.
In den 1960er und 1970er Jahren entstanden in Strzyżów viele Fabriken, Unternehmen, Schulen und kulturelle Einrichtungen.
Strzyżów war in den Jahren 1896–1932 sowie 1954–1975 und ist seit 1999 wieder Kreisstadt.

### Eingemeindungen
1925 wurden die Vororte Przedmieście Żarnowskie und Przedmieście Dobrzechowskie an die Stadt angegliedert.
1984 wurden einige Dörfer, die direkt an die Stadt grenzten, in das Stadtgebiet eingegliedert.

### Einwohnerentwicklung
Mit Stand 2006 teilten sich die Einwohner wie folgt auf:
- Gesamt: 8734 Einwohner, davon 4193 männlich, 4541 weiblich.
- 0- bis 14-Jährige: 1294 Einwohner
- Einwohner im erwerbstätigen Alter (15- bis 59-jährige Frauen, 15- bis 64-jährige Männer) insgesamt: 6134 Einwohner
- Pensionisten: 1225 Einwohner

2006 gab es 65 Geburten und 66 Todesfälle.

## Politik

### Wappen
Der Schutzheilige der Stadt ist der heilige Michael. Dieser ist auch auf dem Wappen der Stadt zu sehen. In der linken Hand hält er eine Waage und ein Schwert und sein Fuß ruht auf dem Kopf des besiegten Drachen. Als in der zweiten Hälfte des 19. Jahrhunderts Strzyżów den Status einer freien königlichen Stadt erhielt, wurde der Figur auf dem Wappen eine Krone hinzugefügt.

### Städtepartnerschaften
- Lassee (Österreich)
- Kisvárda (Ungarn)
- Horodok (Ukraine)
- Bagnacavallo (Italien)
- Svidník (Slowakei)

Die Gemeinde ist zudem Mitglied der European Charter – Villages of Europe, eine Gruppe ländlicher Gemeinden aus allen 28 EU-Ländern.

## Kultur und Sehenswürdigkeiten

### Jüdische Friedhöfe
Strzyżów hat drei Jüdische Friedhöfe, einer davon in der ul. Przeckawczyka, gegenüber der ehemaligen Synagoge (heute befindet sich darin die Stadtbibliothek). Er wurde im späten 16. oder frühen 17. Jahrhundert eröffnet und dürfte damit der älteste in Strzyżów sein. Der Friedhof liegt leicht außerhalb der Stadt und wird heute als Park genutzt. Es gibt keine Gedenktafel oder Ähnliches, was an den ehemaligen Friedhof erinnert.

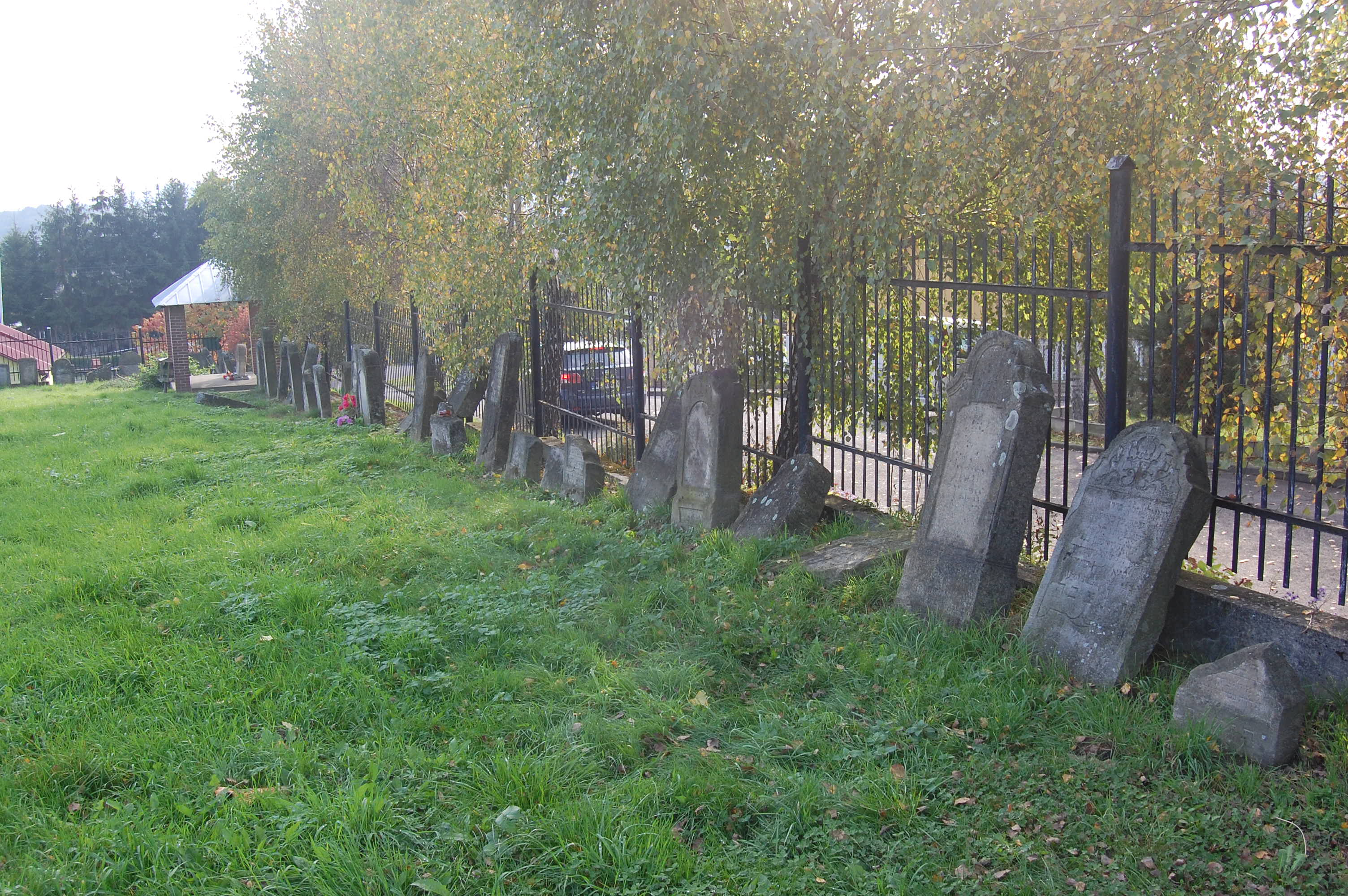
Grabsteine auf dem jüdischen Friedhof in Strzyżów (2012)

Der zweite Friedhof in der ul. Daszynskiego liegt auch etwas außerhalb und ist ebenfalls unbezeichnet. Er hat keine Einfriedung und keine öffentlichen Zugänge. Auch hier gibt es keine Grabsteine zu sehen. Der Friedhof war ursprünglich mit ca. 1000 m² etwa doppelt so groß wie der Friedhof in der ul. Przeckawczyka.
In der ul. Wschodnia befand sich der dritte und letzte Jüdische Friedhof. Er wurde wahrscheinlich um 1850 zum ersten Mal genutzt und war etwa 500 m² groß. Man kann heute noch einige wenige Grabsteine finden. Der Friedhof ist unrestauriert und dem Verfall preisgegeben.
Alle drei Grundstücke, auf denen sich die Friedhöfe befinden, gehören heute der Gemeinde Strzyżów.

### Theater und Kinos

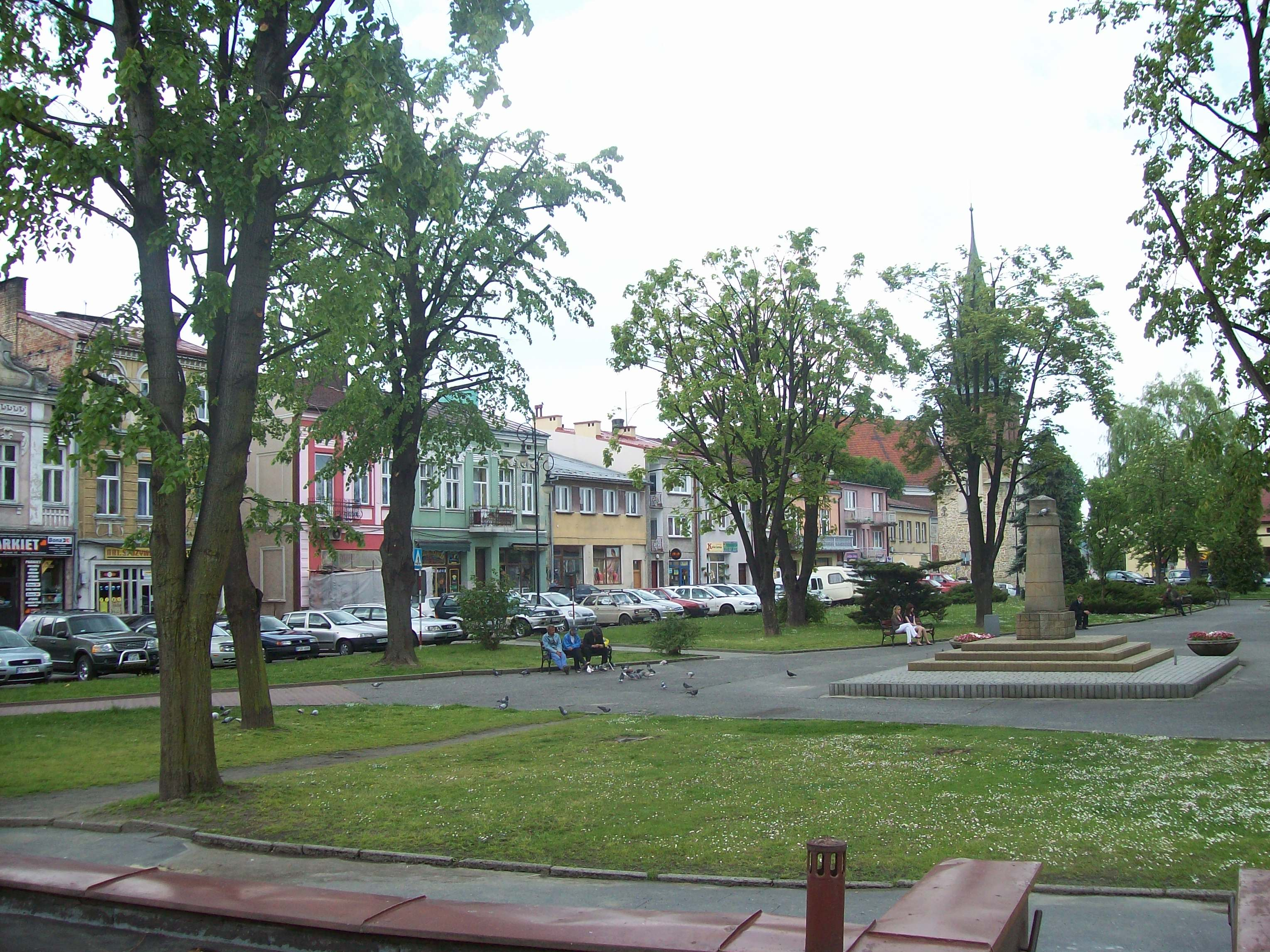
Hauptplatz

Es gibt ein Kino mit 306 Plätzen. Im Jahr 2006 gab es 89 Aufführungen, davon 32 polnische Produktionen. Das Kino ist rollstuhlgerecht und wurde 2006 von 1314 Menschen besucht (also je Vorstellung durchschnittlich 14,76 Personen).

### Museen
Strzyżów besitzt ein Regionalmuseum. 2006 besuchten dieses 213 Menschen.

### Bauwerke
- Die Bibliothek ist in der ehemaligen Synagoge untergebracht, woran die Innenarchitektur heute noch erinnert.
- Die Pfarrkirche aus dem Jahr 1401 im spätgotischen Stil und barocker Einrichtung.
- Die Synagoge aus der zweiten Hälfte des 18. Jahrhunderts
- Ein Schutztunnel aus dem Zweiten Weltkrieg (1940–1941 erbaut) – Anlage Süd
- Eine Griechisch-Katholische Holzkirche in Bonarówka

### Sport
Es gibt in Strzyżów ein Stadion, zwei Sporthallen, einen Tennisplatz, einen Skilift und eine Sprungschanze. Außerdem einen Schießplatz und ein Hallenbad sowie mehrere Gesundheitslehrpfade. In Glinik Zaborowski gibt es einen Reitclub.

### Regelmäßige Veranstaltungen
Es gibt jedes Jahr ein zweitägiges Militärpicknick in Żarnowa, das an die Kämpfe vom 28. Juli 1944 erinnert. Dabei werden die Kampfszenen von den Einwohnern von Żarnowa, einem Vorort Strzyżóws, gegen deutsche Truppen nachgestellt. Die Einwohner Żarnowas bekamen für die Sicherung des Überganges am Wisłok das Polnische Kreuz der Tapferkeit verliehen.

## Wirtschaft und Infrastruktur
Die in der äußerst strukturschwachen Woiwodschaft Karpatenvorland gelegene Stadt zählt zu den ärmsten Gegenden Polens. Bis zum Beitritt von Rumänien und Bulgarien zur EU galt diese Gegend als die ärmste in der ganzen EU, gemeinsam mit der Woiwodschaft Lublin, die ebenfalls im Osten des Landes liegt. Entsprechend der Arbeitslosigkeit von durchschnittlich etwa 15 % (Stand 2005) ist auch die Infrastruktur nicht voll entwickelt. Sehr viele Straßen sind unbefestigt oder in einem schlechten Zustand. Versorgung mit Fließwasser über ein öffentliches Netz und Internet im breiten Ausmaß sind vor allem im ländlichen Bereich oft nicht gegeben.
Verschiedene Organisationen und Institutionen kümmern sich um die Förderung und Entwicklung der Region.

### Land- und Forstwirtschaft
Die Landwirtschaft ist unterentwickelt, mehr als zwei Drittel der Bauernhöfe besitzen und bewirtschaften eine Fläche von weniger als fünf Hektar. Es stehen daher viele Höfe leer oder werden nicht mehr bewirtschaftet, weil sie seit dem Beitritt zur EU, aufgrund ihrer geringen Fläche, völlig unrentabel geworden sind.
Viele Bauern würden gerne ihren Grund verkaufen, können dies aber nicht, da das Grundbuch in Polen erst mit dem Beitritt zur EU eingeführt wurde und die Katasterbücher, die noch auf die Zeit der Monarchie zurückgehen, oft nicht aktuell gehalten wurden. Aus diesem Grund gibt es sehr viele ungeklärte Besitzansprüche, die vor einem Verkauf aber ausgeräumt werden müssen.
Es gibt 194 Hektar Wald um Strzyżów, wovon 109 Hektar der Gemeinde gehören.

### Industrie

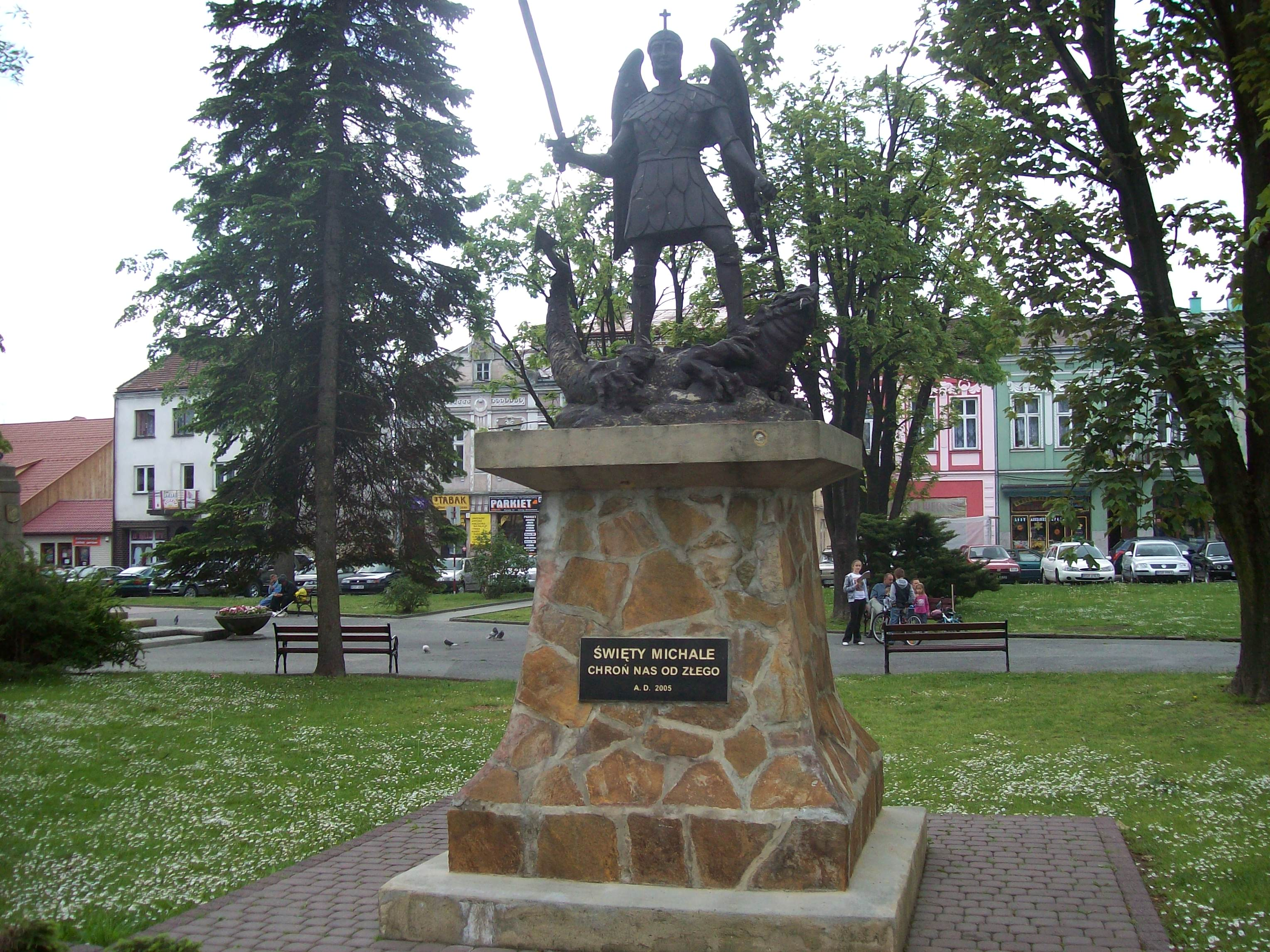
Der Patron der Stadt: Der Erzengel Michael

Die Stadt verfügt über eine Zuckerraffinerie, die durch Südzucker betrieben wird und 2019 geschlossen wird.

### Verkehr
Strzyżów spielt keine zentrale Rolle für den Verkehr der Woiwodschaft. Die Woiwodschaftsstraße 988, die durch die Stadt führt, wird aktuell ausgebessert und verbreitert. Diese Straße verbindet Rzeszów mit Krosno. Der nächste internationale Flughafen ist der Flughafen Rzeszów-Jasionka, der zur Stadt Rzeszów gehört.
Der öffentliche Verkehr besteht aus der Bahnstrecke Rzeszów–Jasło, Taxis und diversen Regionalbussen. Eine Besonderheit stellt die Liliputbahn dar, die von Mai bis September in Betrieb ist. Es gibt drei unterschiedliche Touren:
- Tour 1: Haus der Kultur–Schutztunnel–Haus der Kultur
- Tour 2: Haus der Kultur–Łętownia–Haus der Kultur
- Tour 3: Haus der Kultur–Schutztunnel–Łętownia–Haus der Kultur

### Medien
Die Stadt gibt für ihre Bürger seit 2004 eine eigene Zeitschrift mit dem Titel Waga i Miecz (zu deutsch: Waage und Schwert – mit Bezug auf das Wappen) heraus. 2004 erschienen zehn Ausgaben, 2005 sechs, 2006 sieben und 2007 wieder zehn Ausgaben. Herausgegeben wird sie vom Verein Towarzystwo Miłośników Ziemi Strzyżowskiej (zu deutsch: Liebhaber der Erde um Strzyżów).

### Tourismus
Es gibt zwei Hotels mit insgesamt 58 Nächtigungsplätzen. Die Übernachtungszahlen beliefen sich 2006 auf 1073 Personen, davon 57 aus dem Ausland. Es gibt in Strzyżów mehrere Campingplätze.
Es gibt zwei Wanderwege: Den sogenannten grünen Wanderweg, der von Krosno über die Burg in Kamieniec nach Strzyżów führt und den schwarzen Wanderweg, der von Babica nach Pasmo Brzeżanki führt, wo er in den grünen Wanderweg übergeht.

### Öffentliche Einrichtungen
- Strzyżów betreibt eine große Bibliothek mit sechs Außenstellen.
- Die Stadt verfügt über ein Ambulatorium und ein großes Krankenhaus.
- Das 1910 gegründete Haus der Kultur beinhaltet das Kino, je einen Saal für 50 und 120 Personen, einen Ballettsaal, eine Ausstellungshalle, Arbeitsräume für verschiedene künstlerische Vereine und Clubs und eine Küche. Im Dachgeschoss befindet sich die Städtische Musikschule.
- Es gibt für die Bürger von Strzyżów ein Vertrauenstelefon und ein Beratungszentrum, in dem ein Psychologe, ein Soziologe, ein Lehrer, ein Pädagoge, ein Polizist und ein Jurist Dienst tun.
- Strzyżów ist Mitglied der Charta europäischer landwirtschaftlicher Gemeinden[7] und hat 2010 das Treffen der Chartamitglieder ausgerichtet.[8]

### Bildung
Es gibt in Strzyżów zwei Volksschulen und ein Gymnasium, ein allgemeinbildendes Liceum und mehrere Berufsbildende, darunter eines für Landschaftsplanung und eines für Forstwirtschaft und Holztechnologie.
Außerdem mehrere Berufsschulen und eine weiterführende Akademie mit zwei Studienrichtungen (Informatik und Tourismus).
Des Weiteren finden sich in Strzyżów zwei Musikschulen (eine städtische und eine staatliche) und eine Schule für Sonderpädagogik.

## Gemeinde

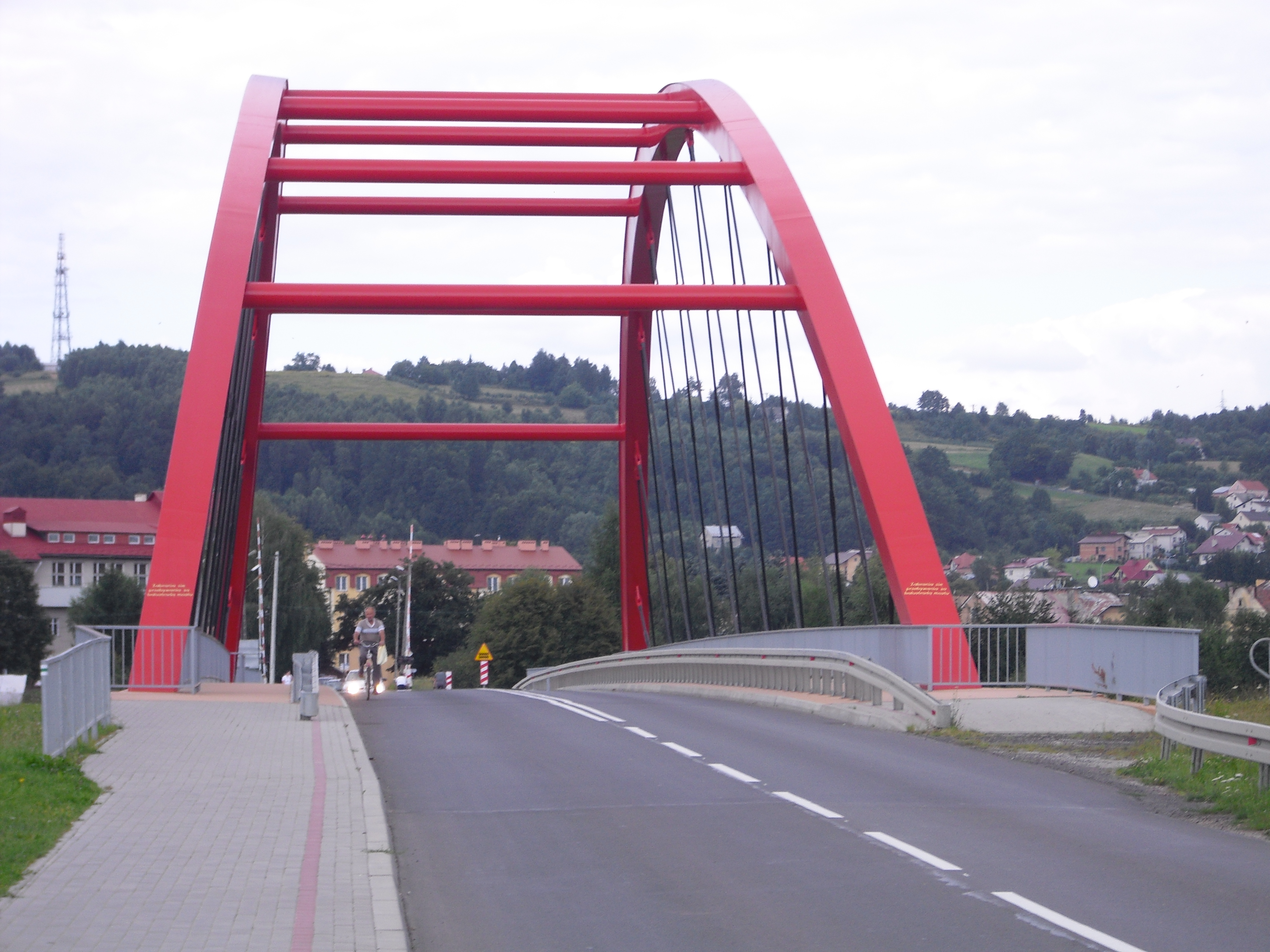
Brücke über den Wislok

Die Stadt- und Landgemeinde Strzyżów erstreckt sich auf einer Fläche von 140,23 km² und gliedert sich neben dem gleichnamigen Hauptort in die Sołectwo (Schulzenämter):

## Söhne und Töchter der Stadt
- Leo Bendel (1868–1940), deutscher Kunstsammler und Holocaustopfer
- Kuno Chanan Lehrmann (1905–1977), deutsch-luxemburgischer Rabbiner und Romanist
- Józef Andrzej Dąbrowski CSMA (* 1967), polnisch-kanadischer Ordensgeistlicher, Bischof von Charlottetown